# Pollution thermique

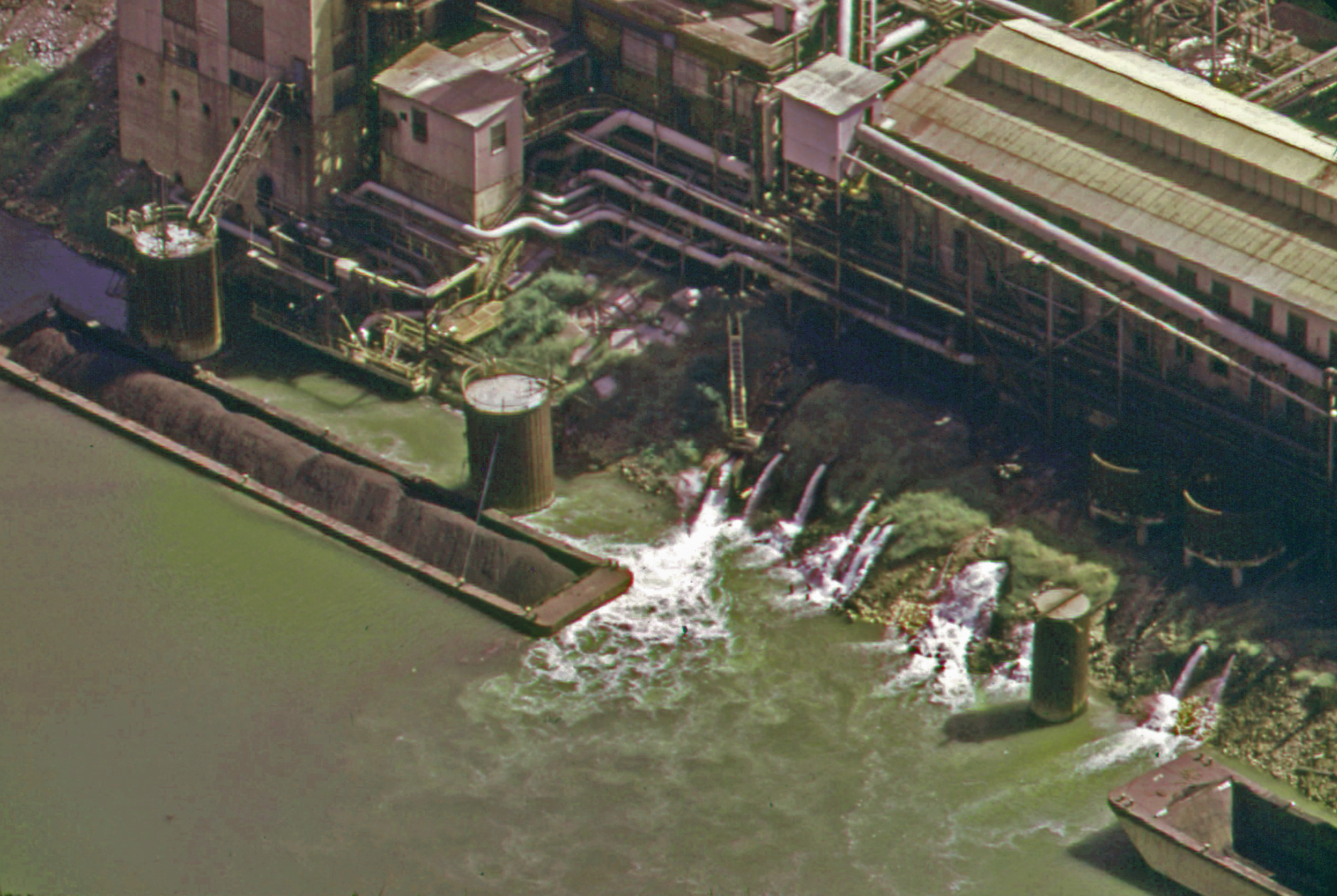
Vue aérienne des rejets directs d'effluents de l'usine Union Carbide de Charleston dans la rivière Kanawha (ici en 1973). Une partie de ces rejets était de l'eau réchauffée issue du système de refroidissement de l'usine, source de pollution thermique.

La pollution thermique  est une forte hausse ou diminution de la température d'un milieu (eau, air, sol) par rapport à sa température normale, lorsque cet écart est dû à l'action de l'homme.
Cette expression désigne généralement les milieux aquatiques : la pollution thermique concerne alors les eaux marines ou douces (cours d'eau, lac de barrage, etc.) et en influence négativement la vie aquatique (coraux notamment). On parle parfois de pollution thermique pour qualifier certains rejets d'air chauds (systèmes de climatisation, rejets industriels) en ville notamment. Les nappes phréatiques peuvent aussi être concernées quand elles sont réchauffées par suite de leur utilisation en boucle géothermique. Les effets négatifs de rejets locaux d'eau chaude s'ajoutent à ceux du réchauffement climatique.

## Sources
Les principales causes de pollution thermique sont les rejets d'eaux de refroidissement des centrales électriques thermiques, notamment des centrales nucléaires en France, les eaux usées, de traitement, etc.
De ce fait, en France l'Autorité de sûreté nucléaire et Électricité de France travaillent à la recherche de solutions[Lesquelles ?].

## Effets
Ils varient beaucoup selon le milieu concerné et selon le degré de réchauffement et si l'on s'intéresse aux espèces selon leur tolérance et exigences en termes de température ambiante. Les rejets sont responsables d'une augmentation moyenne de la température de l'eau de mer de 0,5 °C sur 5 km2 et de l'eau d'une rivière de 3 °C en aval.
Depuis quelques décennies, les biologistes ont étudié les effets polluants de rejets d'eaux chaudes dans les fleuves ou la mer, souvent en aval de rejets d'installations énergétiques (centrales nucléaires et autres centrales thermiques notamment) ou d'usines nécessitant un système de refroidissement par eau.
Le réchauffement se traduit par une élévation du taux de mortalité d'espèces ne supportant plus la différence de température ou par l'apparition, voire la pullulation d'autres espèces, adaptées à une eau plus chaude ou se nourrissant des cadavres d'espèces tuées par l'eau plus chaude (qui est aussi naturellement moins oxygénée). Le réchauffement de l'eau peut conduire à des déséquilibres écologiques ou à la pullulation d'espèces pathogènes (Naegleria) par exemple.
En modifiant l'oxygénation de l'eau, la température modifie aussi les processus microbiologiques d'oxydo-réduction.
Ainsi Pourriot et al. ont étudié les intenses pullulations de rotifères épiphytes (du genre Lacinularia, très probablement Lacinularia flosculosa, de la famille des Melicertidae) qui ont commencé à la fin des années 1960 à former en aval de la centrale nucléaire d'Avoine sur la flore aquatique (myriophyllum, Glyceria, Potamogeton, Vallisneria) un épais feutrage (sur les feuilles plates) ou des manchons autour des feuilles filiformes et des tiges dans les zones de pollution thermique de la Loire. Les objets durs immergés et les radicelles de saules, ainsi que les carapaces d'écrevisses en étaient également couverts. Ces rotifères (non-observés en amont) apparaissaient massivement au niveau du rejet chaud (30 m3/s) et à son aval, parfois visibles jusqu'à Nantes. En novembre 1969, les scientifiques en ont compté jusqu'à 4250 individus par cm2 de feuille de Vallisneria (avec une fécondité de 1 œuf/femelle). Cette centrale réchauffait l'eau de 5 à 8 °C, avec une hausse de température ensuite encore perceptible sur plusieurs km. La pullulation de ces petits animaux semblait elle-même résulter d'une pullulation de diatomée. Outre le plancton, la flore et les poissons, les rejets chauds de centrale nucléaire peuvent aussi affecter les arbres à racines aquatiques, dont notamment Taxodium distichum.
Le réchauffement de l'eau se traduit très souvent par une augmentation de la turbidité (s'il y a abondance ou surabondance de nutriments et bloom phytoplanctonique), mais a parfois ou localement un effet inverse, quand il crée des conditions comparables à celles de zones tropicales où des eaux décolorées sont dues à la présence de Dinoflagellés toxiques pour les autres espèces. Les blooms alguaux peuvent conduire à des phénomènes d'anoxie, voire de zones mortes

## Mesure
Diverses méthodes d'évaluation et de modélisation de la pollution thermique ont été mises au point, notamment basée sur ses effets sur la teneur en oxygène et les changements de communautés vivantes. La pollution thermique est l'un des facteurs à prendre en compte (via des mesures directes et/ou des bioindicateurs en général) pour l'évaluation de la qualité des milieux aquatiques et du bon état écologique.